# Leptogaster
Leptogaster is een geslacht van vliegen uit de familie van de roofvliegen (Asilidae). De wetenschappelijke naam van het geslacht is voor het eerst geldig gepubliceerd in 1803 door Johann Wilhelm Meigen.

## Uiterlijk
Het zijn lange, erg slanke vliegen. Het achterlijf is cilindrisch en langer dan de gevouwen vleugels. De achterste poten zijn meestal erg lang. De volwassen vliegen leven in grasland en de ondergroei van het woud.

## Leefgebied
Het geslacht komt bijna wereldwijd voor, vooral in (sub)tropische gebieden van Azië en de zuidelijke Stille Oceaan. Er zijn minstens 250 soorten gekend. In Europa komen weinig soorten voor. In Nederland zijn de schraalgrasjager (Leptogaster guttiventris), de grasjager (L. cylindrica) en de zuidelijke grasjager (L. subtilis) waargenomen.

## Soorten
- L. abdominalis Hsia, 1949
- L. acanthozona Janssens, 1954
- L. aegra Martin, 1957
- L. aestiva White, 1914
- L. affinis Lehr, 1972
- L. aganniphe Janssens, 1957
- L. agrionina Speiser, 1910
- L. albimana Walker, 1858
- L. albitarsis (Macquart, 1846)
- L. altacola Martin, 1957
- L. angelus Osten-Sacken, 1881
- L. angustilineola Martin, 1964
- L. annulipes Walker, 1855
- L. antennalis Janssens, 1954
- L. antenorea (Lioy, 1864)
- L. antipoda Bigot, 1879
- L. antiquaria Martin, 1964
- L. apicalis Enderlein, 1914
- L. appendiculata Hermann, 1917
- L. arborcola Martin, 1957
- L. arenicola James, 1937
- L. arida Cole in Cole & Lovett, 1919
- L. aridus Cole, 1919
- L. aristalis Janssens, 1957
- L. armeniaca Paramonov, 1930
- L. atridorsalis Back, 1909
- L. augusta Hsia, 1949
- L. auripulverella Séguy, 1934
- L. australis Ricardo, 1912
- L. autumnalis White, 1916
- L. bahamiensis Scarbrough, 1996
- L. bancrofti Ricardo, 1912
- L. basalis Walker, 1855
- L. basilaris Coquillett, 1899
- L. basilewskyi Janssens, 1955
- L. bengryi Farr, 1963
- L. biannulata Martin, 1964
- L. bicolor (Macquart, 1848)
- L. bilobata Hermann, 1917
- L. bivittata Lehr, 1975
- L. brevicornis Loew, 1872
- L. brevitarsis Hardy, 1935
- L. breviventris Theodor, 1980
- L. calceata Engel, 1925
- L. californica Martin, 1957
- L. calvimacula Martin, 1964
- L. candidata Séguy, 1930
- L. canuta Martin, 1964
- L. carolinensis Schiner, 1866
- L. carotenoides Tomasovic, 1999
- L. cilipes Frey, 1937
- L. cingulipes Walker, 1849
- L. clavistyla (Rondani, 1848)
- L. coarctata Hermann, 1917
- L. coloradensis James, 1937
- L. collata Martin, 1964
- L. concava Martin, 1964
- L. concinnata Williston, 1901
- L. coniata Oldroyd, 1960
- L. cracens Martin, 1964
- L. crassipes Hsia, 1949
- L. crassitarsis Frey, 1937
- L. cressoni Bromley, 1942
- L. crinita (Martin, 1957)
- L. crocea Williston, 1901
- L. crockeri Curran, 1936
- L. cultaventris Martin, 1957
- L. curvivena Hsia, 1949
- L. cylindrica

Grasjager (De Geer, 1776)
- L. cheriani Bromley, 1938
- L. dasyphlebia Martin, 1964
- L. decellei Oldroyd, 1968
- L. diluta Martin, 1964
- L. dissimilis Ricardo, 1912
- L. distincta Schiner, 1867
- L. doleschalli Oldroyd, 1975
- L. dorsopicta Hsia, 1949
- L. ealensis Janssens, 1954
- L. elbaiensis Efflatoun, 1937
- L. elongata Martin, 1964
- L. entebbensis Oldroyd, 1939
- L. erecta Meunier, 1906
- L. eudicrana Loew, 1874
- L. eudicranus Loew, 1874
- L. evanescens Janssens, 1954
- L. exacta Walker, 1861
- L. falloti Théobald, 1937
- L. faragi Efflatoun, 1937
- L. ferruginea Walker, 1855
- L. fervens Wiedemann, 1830
- L. filiventris Hsia, 1949
- L. flavipes Loew, 1862
- L. flaviventris Hsia, 1949
- L. flavobrunnea Hull, 1967
- L. formosana Enderlein, 1914
- L. fornicata Martin, 1957
- L. fragilissima Frey, 1937
- L. freyi Bromley, 1951
- L. fulvipes Bigot, 1879
- L. fumipennis Loew, 1871
- L. fumosa Janssens, 1954
- L. furculata Hsia, 1949
- L. fuscifacies Martin, 1964
- L. fuscipennis Blanchard, 1852
- L. galbicesta Martin, 1964
- L. geniculata (Macquart, 1850)
- L. globopyga Hull, 1967
- L. gracilis Loew, 1847
- L. guttiventris

Schraalgrasjager Zetterstedt, 1842
- L. habilis Wulp, 1872
- L. helvola Loew, 1871
- L. hellii Unger, 1841
- L. hermelina Janssens, 1954
- L. hermonensis Theodor, 1980
- L. hesperis Martin, 1957
- L. hirticollis Wulp, 1872
- L. hirtipes Coquillett, 1904
- L. hopehensis Hsia, 1949
- L. hyacinthina Scarbrough, 1996
- L. incisuralis Loew, 1862
- L. insularis Janssens, 1954
- L. intima Williston, 1901
- L. inutilis Walker, 1857
- L. jamaicensis Farr, 1963
- L. javanensis Meijere, 1914
- L. judaica Janssens, 1969
- L. kamerlacheri Schiner, 1867
- L. kashgarica Paramonov, 1930
- L. keiseri Martin, 1964
- L. koshunensis Oldroyd, 1975
- L. krada Oldroyd, 1960
- L. lambertoni Bromley, 1942
- L. lanata Martin, 1957
- L. laoshanensis Hsia, 1949
- L. latestriata Becker, 1906
- L. lehri Hradský & Hüttinger, 1983
- L. lerneri Curran, 1953
- L. levis Wulp, 1872

- L. linearis Becker, 1906
- L. lineatus Scarbrough, 1996
- L. longicauda Hermann, 1917
- L. longicrinita Martin, 1964
- L. longifurcata Meijere, 1914
- L. longipes Walker, 1858
- L. longitibialis Efflatoun, 1937
- L. ludens Curran, 1927
- L. macedo Janssens, 1959
- L. macilenta Wulp, 1872
- L. maculipennis Hsia, 1949
- L. madagascariensis Frey, 1937
- L. magnicollis Walker, 1861
- L. martini Farr, 1963
- L. masaica Lindner, 1955
- L. medicesta Martin, 1964
- L. megafemur Hull, 1967
- L. melanomystax Janssens, 1954
- L. micropygialis Williston, 1901
- L. moluccana (Doleschall, 1857)
- L. montana Theodor, 1980
- L. multicincta Walker, 1851
- L. munda Walker, 1860
- L. murina Loew, 1862
- L. murinus Loew, 1862
- L. nartshukae Lehr, 1961
- L. nerophana Oldroyd, 1960
- L. niger Wiedemann, 1828
- L. nigra Hsia, 1949
- L. nitens Bromley, 1947
- L. nitida Macquart, 1826
- L. nitoris Martin, 1957
- L. nubeculosa Bigot, 1878
- L. obscuripennis Johnson, 1895
- L. obscuripes Loew, 1862
- L. occidentalis White, 1914
- L. odostata Oldroyd, 1960
- L. ophionea Frey, 1937
- L. pachypygialis Engel, 1925
- L. palawanensis Oldroyd, 1972
- L. palparis Loew, 1847
- L. pallipes von Roser, 1840
- L. panda Martin, 1957
- L. parvoclava Martin, 1957
- L. patula Martin, 1957
- L. pedania Walker, 1849
- L. pellucida Janssens, 1954
- L. penicillata Janssens, 1954
- L. petiola Martin, 1964
- L. pictipennis Loew, 1858
- L. pilicnemis Janssens, 1954
- L. piliensis (Oldroyd, 1972)
- L. pilosella Hermann, 1917
- L. plebeja Janssens, 1957
- L. prior Melander, 1947
- L. pubescens Curran, 1934
- L. pubicornis Loew, 1847
- L. puella Janssens, 1953
- L. pumila (Macquart, 1834)
- L. pyragra Janssens, 1957
- L. radialis Janssens, 1954
- L. recurva Martin, 1964
- L. roederi Williston, 1896
- L. rubida Wiedemann, 1821
- L. rufa Janssens, 1953
- L. rufescens Janssens, 1954
- L. ruficesta Martin, 1964
- L. rufirostris Loew, 1858
- L. rufithorax Meijere, 1913
- L. salina Lehr, 1972
- L. salvia Martin, 1957
- L. schaefferi Back, 1909
- L. schoutedeni Janssens, 1954
- L. sericea Janssens, 1954
- L. setifer Frey, 1937
- L. seyrigi Janssens, 1954
- L. signata Meijere, 1914
- L. similis Hsia, 1949
- L. simplex Bigot, 1878
- L. sinensis Hsia, 1949
- L. spadix Hsia, 1949
- L. spinitarsis Bromley, 1951
- L. spinulosa Meijere, 1914
- L. stackelbergi Lehr, 1961
- L. stichosoma Janssens, 1957
- L. straminea Becker, 1906
- L. subtilis

Zuidelijke grasjager Loew, 1847
- L. suleymani Hasbenli & Candan & Alpay, 2006
- L. tarsalis Walker, 1861
- L. tenerrima Meijere, 1914
- L. tenuis Loew, 1858
- L. texana Bromley, 1934
- L. texanus Bromley, 1934
- L. tillyardi Hardy, 1935
- L. titanus Carrera, 1958
- L. tomentosa Oldroyd, 1972
- L. tornowii Brèthes, 1904
- L. triangulata Williston, 1901
- L. tricolor Walker, 1857
- L. trifasciata Meijere, 1914
- L. trimucronotata Hermann, 1917
- L. tropica Curran, 1934
- L. truncata Theodor, 1980
- L. turkmenica Paramonov, 1930
- L. ungula Martin, 1964
- L. unicolor (Doleschall, 1858)
- L. unihammata Hermann, 1917
- L. upembana Janssens, 1954
- L. urundiana Janssens, 1953
- L. varipes Wulp, 1880
- L. velutina Janssens, 1954
- L. vernalis White, 1914
- L. virgata Coquillett, 1904
- L. virgatus Coquillett, 1904
- L. vitripennis Schiner, 1867
- L. vorax Curran, 1934
- L. whitei Hardy, 1940